# Bentinho (personagem)
Bento de Albuquerque Santiago, também conhecido como Bento Santiago, Bentinho ou ainda Dom Casmurro, é personagem do livro Dom Casmurro de Machado de Assis.

## Biografia
A história de Bento Santiago é contada por ele mesmo no livro Dom Casmurro. Desta forma, tudo que se sabe a respeito de sua vida é extraído do livro de Machado de Assis. Como a história é narrada pelo próprio personagem é possível que contenha imprecisões ou mesmo alterações dos fatos, de modo que favoreçam o seu ponto de vista enquanto narrador da história ou ainda que uma determinada lembrança de um fato dê lugar a uma análise inconsciente do narrador .

## Características do personagem
Bento Santiago pode ser considerado um anti-herói. Neste contexto, observam-se três fases distintas: a do menino Bentinho, o advogado Bento Santiago e, por fim, o recluso Dom Casmurro.

### Dom Casmurro
Um homem desiludido começa a surgir. Bento torna-se um homem duro de hábitos difíceis. Nem mesmo a notícia da morte do filho o demove de seus hábitos. Em sua visão dos fatos, a traição de sua esposa com seu melhor amigo age sobre ele, transformando-o de um gentil e ingênuo Bentinho no duro, cruel e cínico Dom Casmurro.

## Lugar na Obra
Bentinho obviamente possui lugar de destaque dentro da obra Dom Casmurro. Apesar de ficcional, Machado de Assis toma o cuidado de inserir Bento Santiago como personagem-autor. 
É o próprio Bento Santiago que explica o porquê de ser chamado Dom Casmurro quando adormece no momento que um rapaz lia alguns versos de um poema para ele:
"No dia seguinte, entrou a dizer de nomes feios, e acabou alcunhando-me Dom Casmurro. Os vizinhos, que não gostam dos meu hábitos reclusos e calados, deram curso à alcunha, que afinal pegou"— Bento Santiago (in Dom Casmurro)
Além desta confissão, o personagem-autor também trata de fazer um paralelo entre sua história e a de Otelo de William Shakespeare, esclarecendo entretanto que diferente da Desdêmona original, a sua é culpada:
"De noite fui ao teatro. Representava-se justamente Otelo, que eu não vira nem lera nunca; sabia apenas o assunto e estimei a coincidência. (...) O último ato mostrou-me que não eu, mas Capitu devia morrer. (...)
 - E era inocente, vinha eu dizendo rua abaixo: - que faria o público, se ela deveras fosse culpada, tão culpada como Capitu?"— Bento Santiago (in Dom Casmurro)
Outro ponto de interesse é que - como a narrativa sempre é desenvolvida segundo a ótica do personagem-narrador, é natural que a observação dos acontecimentos, os julgamentos e reflexões sejam as impressões do próprio personagem. Em suma, quem condena Capitu não é o leitor, mas sim o personagem que pretende persuadir o leitor com sua versão dos fatos.

## Controvérsias
Uma questão a ser abordada também é o amor entre pessoas de classes diferentes. Ele, um homem de posses pertencente a aristocracia e ela uma moça pobre, mas esperta que terá seu futuro definido por um bom ou mau casamento.
A visão da sociedade e de suas relações também variam conforme mudam os costumes. Assim, elementos que não eram vistos como condenatórios e determinantes para traição consumada em determinada época, passam a ser definitivos em outros momentos. Em uma destas abordagens, questionou-se uma possível relação homo-afetiva ente Bento e Escobar. Nesta abordagem, o alvo do ciúme de Bento não é a traição de Capitu com o seu melhor amigo, mas sim ele - por imposição da sociedade da época - não poder ter Escobar para si.
Por fim, a religião também é um tema controverso para Bento Santiago. Aliás, o contraste entre Bento (derivado de Benedito, abençoado) e Capitu (que pode lembrar o termo capeta, apesar de ser um apelido para o nome Capitolina). Inicialmente fadado a vida clerical por conta de uma promessa de sua mãe ele chega ao seminário e somente pela observação sagaz de Escobar é que ele consegue abandonar o seminário e voltar para casa. E também para Capitu.

## Adaptações
Também é personagem da minissérie televisiva Capitu, da Rede Globo, onde foi interpretado pelo ator Michel Melamed. e personagem do filme homônimo baseado no livro de Machado de Assis. No filme, Bentinho foi interpretado por Othon Bastos.